# Опасный человек: Лоуренс после Аравии
«Опасный человек: Лоуренс после Аравии» (англ. A Dangerous Man: Lawrence after Arabia) — британский телевизионный фильм, в котором речь идёт о пребывании подполковника Лоуренса и эмира Фейсала на Парижской мирной конференции в 1919 году, сразу после окончания Первой мировой войны. Является неофициальным продолжением эпической картины Дэвида Лина «Лоуренс Аравийский».
Одной из многих проблем, которые обсуждались на конференции было определение судьбы территорий, находившихся прежде под властью Османской Империи. В фильме также исследуется загадочная личность Лоуренса и  более открыто рассматривается его предполагаемая гомосексуальность.
Теглайн: «Мечтают все: но не одинаково. Те, кто по ночам грезит на пыльных чердаках своего ума, просыпаются днем и обнаруживают, что все это было тщетой; но те, кто мечтает днем, опасные люди, ибо они могут проживать свою мечту с открытыми глазами, воплощая её». (Т. Э. Лоуренс «Семь столпов мудрости» )

## Сюжет
1919 год, мирная конференция в Париже. Британский офицер T. Э. Лоуренс, военный герой, которого называют «некоронованным королём Аравии», используя свои дипломатические навыки, пытается помочь своему боевому товарищу эмиру Фейсалу получить трон королевства Сирии.

## Актёрский состав
| Актёр            | Роль                              |
| ---------------- | --------------------------------- |
| Рэйф Файнс       | Томас Эдвард Лоуренс              |
| Александр Сиддиг | эмир Фейсал                       |
| Дэнис Квилли     | лорд Кёрзон                       |
| Николас Джонс    | лорд Дайсон                       |
| Пол Фримен       | французский дипломат Джордж Дюмон |
| Гиллиан Бардж    | Гертруда Белл                     |
| Джим Картер      | полковник Ричард Майнерцхаген     |
| Майкл Кочрайн    | Уинстон Черчилль                  |
| Полли Уокер      | мадам Дюмон                       |
| Роберт Арден     | Вудро Вильсон                     |
| Арнольд Даймонд  | Клемансо                          |
| Бернард Ллойд    | Ллойд Джордж                      |
| Кит Эдвардс      | Флейшман                          |
| Адам Хендерсон   | Лоуэл Томас                       |
| Мерелина Кендалл | Сара Лоуренс                      |
| Джордж Айнс      | британский репортёр               |
| Кэрри Шейл       | американский репортёр             |
| Джон Морено      | французский репортёр              |

## Другие названия фильма
- "Great Performances: En farlig man" —  (Финляндия)
- "Un hombre peligroso: Lawrence De Arabia" —  (Испания)
- "Great Performances: Lawrence después de Arabia" —  (Аргентина)
- "Great Performances: O Lawrence meta tin Aravia" —  (Греция)
- "Great Performances: Um Homem Perigoso" —  (Бразилия)
- "Niebezpieczny CzŁowiek: Lawrence  Po Arabii" —  (Польша)
- "Arábiai Lawrence 2: Egy veszélyes ember" —  (Венгрия)

## Награды и номинации
Сведения о наградах и номинациях приводятся согласно данным сайта Эмми, журнала Варьете, и сайта IMDb.com.

### Награды
- Лучшая драма

## Превью и рецензии
- Tony Scott. «Great Performances a Dangerous Man: Lawrence After Arabia». Variety (5 мая 1992). Проверено 4 июня 2012
- John J. O’Connor[англ.]. «Complex Lawrence Of Arabia» Архивная копия от 16 января 2018 на Wayback Machine. The New York Times (6 мая 1992). Проверено 3 июня 2012
- Chris Willman. «A Dangerous Man» Архивная копия от 10 октября 2012 на Wayback Machine. Los Angeles Times (8 мая 1992). Проверено 4 июня 2012